# Hauptbaumart

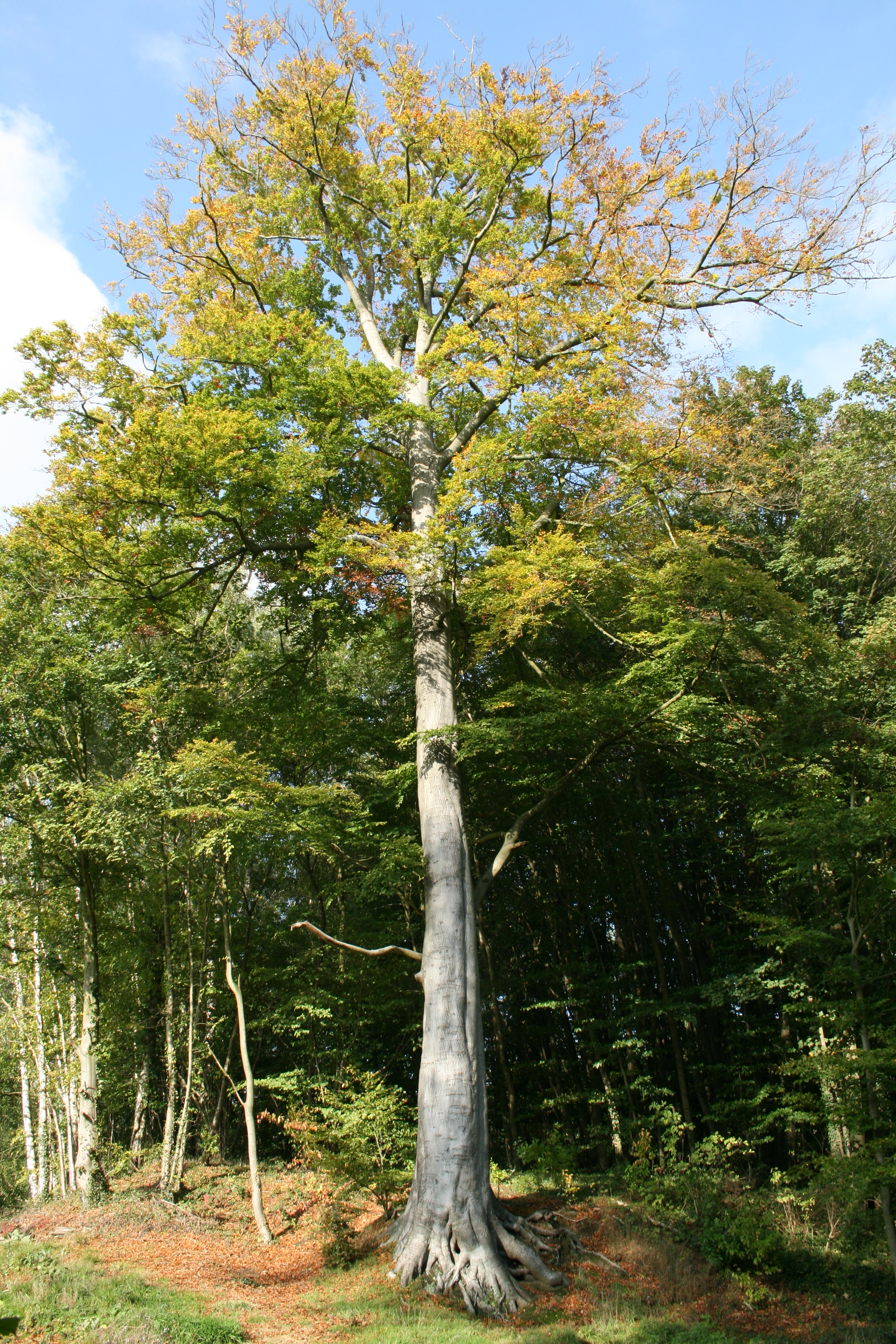
Die Rotbuche gilt in Mitteleuropa als Hauptbaumart.

Der Begriff Hauptbaumart (forstlich auch Hauptholzart oder Hauptwirtschaftsbaumart genannt) wird sowohl in der Vegetationskunde als auch in der Forstwirtschaft verwendet. Allgemein wird damit die dominierende Baumart in der Oberschicht der verschiedenen Waldgesellschaften oder Waldbestände bezeichnet. 
Forstlich betrachtet ist die vorherrschende oder in einem Bestand am meisten vorhandene Baumart die Hauptbaumart. Durch diese wird in der Regel das Betriebsziel bestimmt. So ist das Wuchsverhalten der Hauptbaumart für die Ermittlung der Umtriebszeit von Mischbeständen im Forstbetrieb ausschlaggebend. In der Forstwirtschaft gelten vor allem die Gemeine Fichte, Waldkiefer, Weißtanne, Rotbuche, Stiel- bzw. Traubeneiche, Bergahorn und Esche als Hauptbaumarten. 
Beim Ersatz von Wildschäden spielt die Definition der Hauptbaumart (im Gesetz als Hauptholzart bezeichnet) ebenfalls eine Rolle. Nach § 32 (2) des Bundesjagdgesetzes werden Wildschäden bei Nichtvorhandensein von Schutzeinrichtungen nur an den im Revier vorkommenden Hauptbaumarten ersetzt. Eine verbindliche Definition gibt es hier nicht und die Benennung der anerkannten Hauptbaumarten muss im Einzelfall erfolgen. Als wichtige Kriterien können hierbei die Häufigkeit des Vorkommens einer Baumart oder ihr Verjüngungspotential dienen. 